# Александро-Невская Станица
Алекса́ндро-Не́вская Стани́ца — деревня в Куйтунском районе Иркутской области России. Входит в состав Кундуйского сельского поселения.

## География
Деревня находится на правом берегу реки Или (левый приток Кимильтея, бассейн Оки), на расстоянии 15 км к западу от посёлка городского типа Куйтун, административного центра района.

## История
Основана около 1860-го года как казачья станица, для переселения штрафных нижних чинов. Это было крупнейшее переселение в Иркутской губернии - 14,5 тысяч с семьями. Это мероприятие легло в основу появления Александро-Невской станицы и других близлежащих населенных пунктов. После поселения казаков было образовано пять станиц, получивших свои названия от церковных дат. Станицы относились к Кимильтейской волости Нижнеудинского уезда Куйтунского участка Иркутской губернии. Позже были переданы в состав Куйтунской волости.  Большая часть станиц располагалась в лесистой местности, перемежаемые степными пространствами, по берегам Или. Данные географические особенности способствовали занятиям земледелию и скотоводству. Дома строили из произрастающего рядом леса, многие постройки сохранились до нашего времени.
До революции действовала станичная церковь святого благоверного князя Александра Невского, работала церковно-приходская школа.
Изначально была построена часовня с алтарем, а в 1910 году были выделены средства для строительства новой деревянной церкви. В 19337 году планировался ремонт церкви, но она так и простояла все годы Великой отечественной войны закрытой.
В 1938-1939 годах открылась начальная школа. В 1944 году был организован детский дом, в котором обучались по десятилетней программе.
В 1958 году станицу электрифицировали. В этом же году началось строительство клуба, годом позднее - построили детские ясли. В 1968 году открыли фельдшерско-акушерский пункт.
В 1984 году появилось дорога с твердым покрытием до Кондуя.

## Население
| 2002 | 2010 | 2011 | 2012 |
| ---- | ---- | ---- | ---- |
| 256  | ↘218 | ↘217 | ↘209 |

### Половой состав
По данным Всероссийской переписи, в 2010 году в деревне проживало 218 человек (121 мужчина и 97 женщин).